# Euchirograpsus
Euchirograpsus is een geslacht van kreeftachtigen uit de klasse van de Malacostraca (hogere kreeftachtigen).

## Soorten
- Euchirograpsus americanus A. Milne-Edwards, 1880
- Euchirograpsus antillensis Türkay, 1975
- Euchirograpsus danielae N. K. Ng & Martin, 2010
- Euchirograpsus guinotae N. K. Ng & Martin, 2010
- Euchirograpsus liguricus H. Milne Edwards, 1853
- Euchirograpsus madagascariensis Türkay, 1978
- Euchirograpsus pacificus Türkay, 1975
- Euchirograpsus polyodous (Stebbing, 1921)
- Euchirograpsus timorensis Türkay, 1975
- Euchirograpsus tuerkayi Crosnier, 2001